# Estratigrafia (arqueologia)
Estratigrafia é um conceito chave para a prática e teoria arqueológica moderna. Técnicas modernas de escavação são baseadas em princípios estratigráficos. O conceito deriva do princípio geológico de que a sedimentação ocorre de acordo com princípios uniformes.
A formulação dos princípios da estratigrafia é atribuída ao bispo e cientista dinamarquês Nicolaus Steno, que observou e sintetizou em 1669 a ideia da sucessão do tempo através da observação dos depósitos geológicos. O uso desses princípios em arqueologia foi adotado a princípio para datação de objetos pré-históricos, e adotado por Sir Mortimer Wheeler e Kathleen Kenyon na década de 1950.

## Pressupostos teóricos

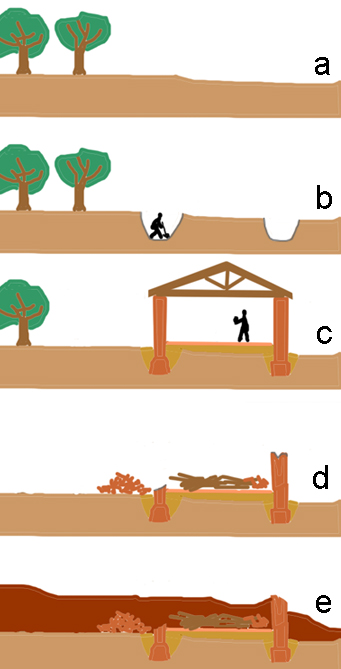
Formação de uma unidade estratigráfica

Esquema da formação de uma unidade estratigráfica:
- a — Situação natural inicial
- b — Ação humana de remoção de material: escavação de duas valas de fundação (unidades estratigráficas negativas destacadas por linhas escuras)
- c — Ações humanas de acúmulo de material: as paredes com suas fundações são construídas nas fundações, as valas são preenchidas ao nível do solo e o terreno nivelado; são construídos o pavimento e o telhado (unidades estratigráficas positivas)
- d — Colapso do edifício (unidades estratigráficas negativas do colapso das paredes, com destaque para as linhas escuras, e  unidades estratigráficas positivas do colapso dos materiais)
- e — Depósito aluvial ou lenta acumulação de material transportado pelo vento (unidade estratigráfica positiva)

## Contexto estratigráfico
A estratificação ou sequência arqueológica é a sobreposição dinâmica de unidades estratigráficas, ou contextos. Quando achados arqueológicos estão abaixo da superfície do solo (como é mais comumente o caso), a identificação do contexto de cada achado é essencial para que o arqueólogo tire conclusões sobre o sítio e sobre a natureza e a data de sua ocupação. É papel do arqueólogo tentar descobrir quais contextos existem e como eles foram criados.

Perfil estratigráfico

Os contextos são eventos ou ações únicas que deixam vestígios detectáveis na sequência arqueológica ou na estratigrafia. Consistem em depósitos (tais como o preenchimento de uma vala), estruturas (tais como muros), ou recortes. Os recortes representam ações que removem outros contextos sólidos, tais como preenchimentos, depósitos e paredes. Um exemplo seria uma vala "recortada" através de depósitos anteriores. As relações estratigráficas são as relações criadas entre os contextos no tempo, representando a ordem cronológica em que foram criados. Um exemplo seria a relação entre uma vala e o seu preenchimento posterior: a relação temporal entre o contexto do "preenchimento" e a vala preenchida é tal que "o preenchimento" ocorreu mais tarde na sequência; deve-se antes cavar a vala para depois preenchê-la. Uma relação posterior na sequência é por vezes referida como "superior", e uma relação que é anterior, "inferior", embora isto não se refira necessariamente à localização física do contexto. É mais útil pensar em "superior" na posição do seu contexto através de uma Matriz de Harris, uma representação bidimensional de formação de um local no espaço e no tempo.

## Princípios ou "leis"[4]

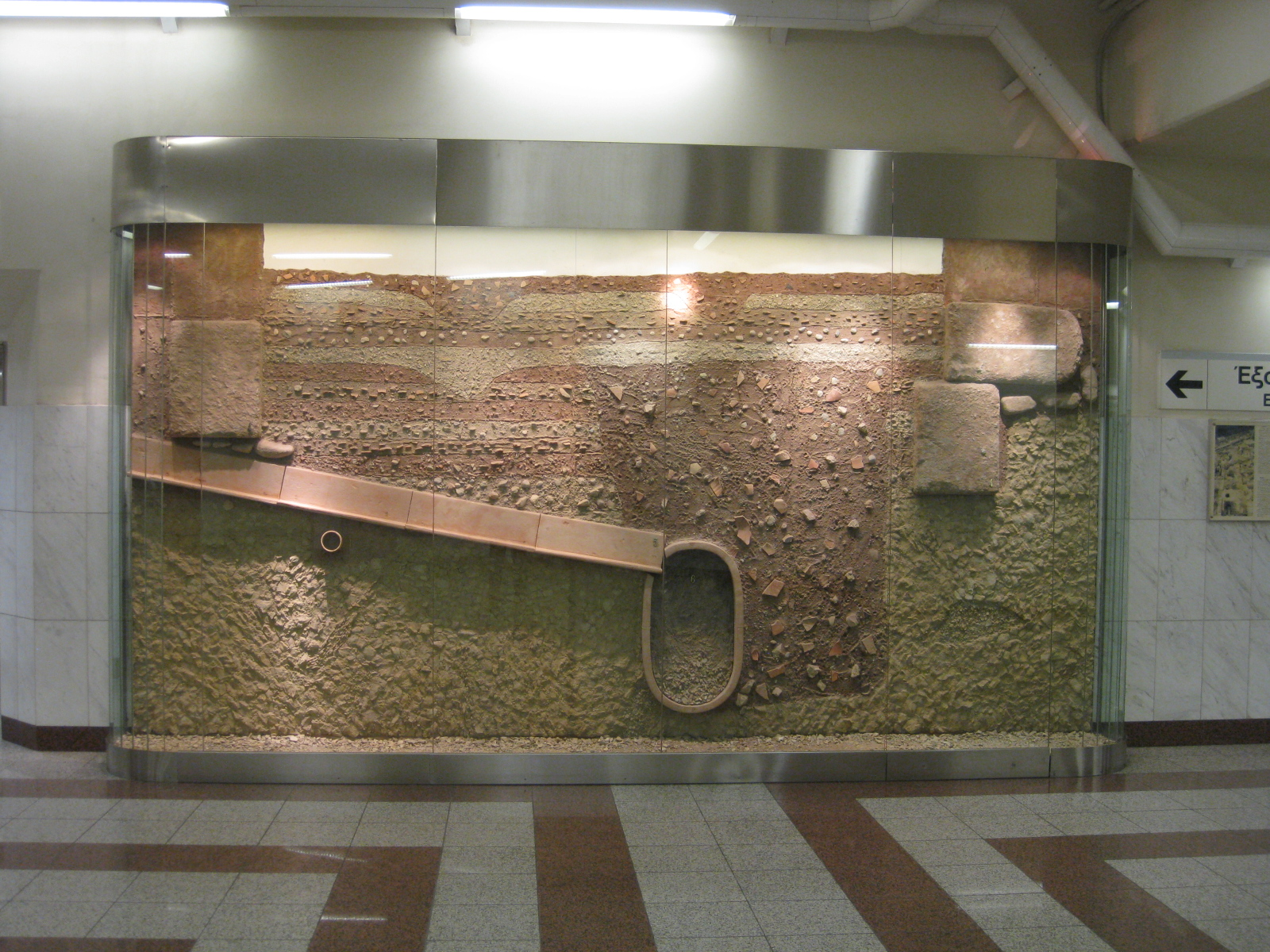
Perfil estratigráfico exibido no metrô da Acrópole de Atenas

O princípio de sobreposição estabelece que em uma série de camadas e características interfaciais, tais como originalmente criadas, as unidades superiores de estratificação são mais recentes e as inferiores são mais antigas, já que cada uma deve ter sido depositada sobre, ou criada pela remoção de uma massa preexistente da estratificação arqueológica.
O princípio da horizontalidade original afirma que qualquer camada arqueológica depositada em uma forma não consolidada tenderá para uma deposição horizontal. As camadas encontradas em superfícies inclinadas foram originalmente depositadas da mesma forma, ou estão em conformidade com os contornos de uma bacia preexistente de deposição.
O princípio da continuidade lateral afirma que qualquer depósito arqueológico, como estipulado inicialmente, será delimitado pela borda da bacia de deposição, ou vai se estreitando a uma borda fina. Portanto, se qualquer borda do depósito é exposta em uma exibição de plano vertical, uma parte de sua extensão original deve ter sido removida por escavação ou erosão: sua continuidade deve ser procurada ou sua ausência explicada.
O princípio de sucessão de estados estratigráficos afirma que qualquer dada unidade de estratificação arqueológica toma o seu lugar na sequência estratigráica de um local a partir da sua posição entre mais baixa de todas as unidades que se situam acima e a mais elevada de todas as unidades que se situam abaixo dele e com as quais ela tem contato físico, sendo considerados redundantes todos os outros relacionamentos de superposição.

## Combinando contextos estratigráficos de interpretação
Interpretar um sítio em arqueologia moderna é um processo de agrupamento de contextos isolados em virtude de suas relações. A terminologia destes conjuntos maiores variam de acordo com cada arqueólogo, mas os termos interface, subgrupo e grupo são comuns. Um exemplo de subgrupo poderia ser os três contextos que compõem um enterramento: a sepultura, o corpo e preenchimento de terra. Subgrupos podem ser agrupados com outros subgrupos, em virtude da sua relação estratigráfica para formar grupos, o que por sua vez forma "fases". Um subgrupo de sepultamento poderia agrupar outros subgrupos de sepultamentos para formar uma necrópole, que por sua vez poderia ser agrupada a um edifício, como um templo, para produzir uma "fase". A fase implica a quase contemporaneidade de um horizonte arqueológico, representando "o que você veria se você voltasse ao tempo X". A produção de interpretações em períodos é o primeiro objetivo da escavação e da interpretação estratigráfica.
Se um objeto encontrado em um contexto puder ser datado em termos absolutos, através, por exemplo, da datação por radiocarbono, ele tende a determinar que os objetos encontrados em estratos abaixo são mais antigos e os encontrados acima são mais recentes, auxiliando também na datação relativa do sítio arqueológico.